# Parafia św. Jana Chrzciciela w Szczytnej
Parafia Jan Chrzciciel|św. Jana Chrzciciela w Szczytnej – parafia rzymskokatolicka znajdująca się w dekanacie polanickim diecezji świdnickiej. Była erygowana w XVII w. 
Proboszczem jest ks. Piotr Lipski MSF; poprzednimi proboszczami byli ks. Jacek Wardak (2018–2024) ks. Piotr Lipski (2008–2018, od 2024) oraz ks. Benedykt Narloch (1944–2008).